# فیلیپه تیگرائو
فیلیپه تیگرائو (به پرتغالی: Felipe de Oliveira Conceição) مهاجم اهل برزیل است که در شهر Nova Friburgo و در تاریخ ۹ ژوئیهٔ ۱۹۷۹ به دنیا آمده‌است.
فیلیپه تیگرائو در تیم‌های فوتبال Botafogo سابقهٔ حضور دارد.